# Yaucorotalia
Yaucorotalia es un género de foraminífero bentónico de la subfamilia Rotaliinae, de la familia Rotaliidae, de la superfamilia Rotalioidea, del suborden Rotaliina y del orden Rotaliida. Su especie tipo es Yaucorotalia moussai. Su rango cronoestratigráfico abarca desde el Oligoceno hasta el Mioceno inferior.

## Clasificación
Yaucorotalia incluye a la siguiente especie:
- Yaucorotalia moussai †